# Холт, Том
Том Холт (англ. Tom Holt; полное имя — Томас Чарльз Луис Холт (англ. Thomas Charles Louis Holt); род. 13 сентября 1961, Лондон) — британский писатель-юморист, пишущий, преимущественно, в жанре фэнтези.
Пишет также под творческим псевдонимом К. Дж. Паркер (англ. K. J. Parker), от чьего имени были изданы в том числе получившие Всемирную премию фэнтези повести «Маленькая плата за птичью песню» (англ. A Small Price to Pay for Birdsong; 2012) и «Дайте карты другим» (англ. Let Maps to Other; 2013).

## Издания на русском языке
- Том Холт. «Граальщики. Солнце взойдет» = Grailblazers. Here Comes the Sun. — АСТ, 2006. — 608 с. — (Золотая серия фэнтези). — 4000 экз. — ISBN 5-17-033448-6.
- Том Холт. «Переносная дверь» = The Portable Door. — АСТ, 2006. — 384 с. — (Век Дракона). — 3000 экз. — ISBN 5-17-035668-4.